# 皆川ヨ子
皆川 ヨ子（みながわ ヨね、1893年〈明治26年〉1月4日 - 2007年〈平成19年〉8月13日）は、長寿世界一だった日本の女性。

## 略歴
福岡県田川郡上野村生まれ。福岡県福智町在住。子が5人、孫が7人、曾孫が12人、玄孫が2人おり、口癖は「ありがと、サンキュー」。2005年4月5日に小山ウラが死去し、長寿日本一になった。2007年1月28日、長寿世界一であったアメリカのエマ・ティルマンが死去し、長寿世界一となった。7月2日にギネスの認定証と県表彰状、名誉町民章が授与された。
2007年8月13日、死去。114歳と221日だった。